# アレクサンダー・ゴーリツキ
アレクサンダー・ゴーリツキ（Alexander Gorlizki、1967年 - ) は、現在ニューヨークに在住し創作活動する芸術家である。
1994年にはインドのジャイプルにスタジオを構え、伝統的なインド・ミニアチュール絵画の複製を行っていた工房の親方であるリヤズ・ウッディーン[Riyaz Uddin]とともに、ニューヨークとジャイプルを行き来しながら、作品の制作を続けている。

## 来歴

### 学歴
1994 スレード・スクール[Slade School]にて彫刻部門でMEA取得（ロンドン）
1992 ホンズ・ファイン・アート〈ブリストル・ポリテクニック〉[Hons Fine Art Bristol Polytechnic]にて学士取得（ブリストル）
1991年 アート・デザインの基礎コース 〈ブリストル・ポリテクニック〉（ブリストル）

### 主な個展
2019 Your Eyes, So Beautiful, Like Washing Machines (But Not As Big), Kentler International Drawing Space(ニューヨーク)
2018 Together, Forever, For Now, Berggruen Gallery, (サンフランシスコ)
2017 Pink City Studio、Beyond Malabar Gallery(インド・コウチ） 
2016 Subtle Bodies, Saucy Lines, Galerie Martin Kudlek（ドイツ・ケルン）
2015 Variable Dimensions, The Crow Collection, (ダラス) 
　　　特別講演, Van Doren Waxter, (ニューヨーク) 
2013 are we there yet? Galerie Martin Kudlek（ドイツ・ケルン）
　　　For Immediate Release, Van Doren Waxter,(ニューヨーク) 
2012 「We Like It Here, We're Not Moving」Jhaveri Contemporary (インド・ムンバイ）
2011 「Terms and Conditions Apply」Galerie Martin Kudlek（ドイツ・ケルン）
2010 「Pre-existing Conditions」John Berggruen Gallery,（サンフランシスコ）
The First Time I Heard You Blink、グリーンバーグ・ヴァン・ドーレン・ギャラリー、ニューヨーク、NY 
Pattern Farming、Baldwin Gallery（コロラド州・アスペン）
2009 「Appointments and Disappointments」Kudlek van der Grinten Galerie（ドイツ・ケルン） 
　　　(図録)Alexander Gorlizki: On Paper, Galerie Karsten Greve（パリ）
　　　Soft Succulent Sublime, Daniel Weinberg Gallery（ロサンゼルス）
2008 Lunchmeat on my Pantsuit, Gallery Joe（フィラデルフィア）
　　　What Grows Here? Joost Van den Bergh（ロンドン）
　　　Strange You Can Believe In, Daniel Weinberg Gallery（ロサンゼルス）
　　　Alexander Gorlizki & Indian Spells, Ingleby Gallery, Edinburgh（スコットランド）
2007 Works on Paper, Kudlek van der Grinten（ドイツ・ケルン）
2006 Pipe Dreams, Joost Van den Bergh（ロンドン）
2004 Plastic Mystic, Huddersfield City Art Gallery（ロンドン）
　　　Genuine Fake, Martin Kudlek Gallery（ドイツ・ケルン）
　　　Out of This World, Joost Van den Bergh（ロンドン）
2003 Classroom, PS122 Project Space（ニューヨーク）
　　　Breathless, Joost Van den Bergh（ロンドン）
　　　North Sea Circle - Viewer’s Cut, in collaboration with Richard Coldman Globe Gallery（イギリス・ノースシールズ）　
2000 Introspektive, Martin Kudlek Gallery（ドイツ・ケルン）
　　　Import/ Export, Vilma Gold Gallery（ロンドン）
1999 Seven (Unknown) Famous Belgians, Solo Exhibition: De Chiara/ Stewart Gallery（ニューヨーク）
1997 Alexander Gorlizki Collection, RAU（ロンドン）
1995 Crucifix Lane, Bermondsey（ロンドン）

## ゴーリツキの作品
ゴーリツキについての学術的な先行研究は存在しないが、展覧会でのインタビューの動画や記事をオンラインで閲覧することが可能である。インタビュー記事やコレクターの作品解説を概観すると、ゴーリツキ作品は彼の作品を知る人々に好意的に受容されている。また受賞歴や大学や博物館などの講演の実績などから，作品が高い評価を得ていることが窺われる。
カリフォルニア州サンフランシスコに位置するギャラリーBERGGRUENに、彼の詳しいバイオグラフィーが掲載されている。

### Ⅰ. ゴーリツキの作品分析

#### 第1節　分析Ⅰ―技法編―
ゴーリツキは画面の構成を担当し、絵画は分業体制に基づくウッディンら職人の手によって描かれている。1本の毛で作られた絵筆の使用や、手で砕いた顔料を使用するなど、製作形態や技法，用具は、インドのみならず、アナトリア地域を含めた西アジア地域の写本工房の伝統的スタイルに忠実に製作されている。

##### (a) コラージュ的特徴
ゴーリツキの作品の特徴は、作品の多くがコラージュやフォトモンタージュを彷彿とさせる点にある。≪WAY BACK WHEN≫では、モノトーンの写真の上から人物のターバンや洋服を着せ替えるように、また人物の集合写真が撮影された「文脈」であった背景を塗りつぶすように不透明水彩が重ねられている。　

##### (b) 表面（テクスチャとしての表面）
作品に登場する人物たちの衣装は、トーンを切り貼りしたり、マテリアルを貼り付けたりしたような平坦な表面を与えられることがある。中には布の方向に沿って柄が描かれ、ひだやシワなどの描き込みがなされているものもある。絵画に登場する衣装は様々で、スーツやシャツなどといった洋服や、伝統的なデザインの、刺繍の施された男性用上着（ジャーマー）や、女性用ドレス（アバー）などが見られる。
　鮮やかで多種多様なテキスタイルの表現は、純粋にインド人画家たちの表現によるものであろう。また、アジア製の布地のディーラーだった母親とともに20代までに何度か中央・西アジアを訪問した体験が、ゴーリツキのテキスタイルへの大きな関心の源泉となっている可能性がある 。

##### (c) 空間性と枠の構造
ゴーリツキの作品において、空間性がキーワードとなりえ、それを論じる上で、絵画面の枠の構造にも重要な意味がある。
　13世紀頃からイスラーム教徒によって伝えられた紙の使用が一般化する 以前、ヒンドゥー教・仏教がインド亜大陸で隆盛であったころ、書画の形式はタリポットヤシの葉に穴を開けて、木製の板をつけたものであった 。この頃の作例で、インド人画家による絵画には、既に文字列や絵画を仕切る枠線が描かれていることから、枠線はムガル画のような、イスラーム文化圏の写本の影響とは独立に存在したことが窺える。
　ゴーリツキにとってインド・ミニアチュールに特有の装飾の施された枠は、異世界への窓口のように機能していると考えられる。インドのニュースを中心として扱うサイトであるFirstpost.の記事の中で、Gallery Arkで2020年に開催された回顧展についてのインタビューに、その意識が表れている。
（引用1）
　I spend a lot of time looking at historical Indian miniature paintings. For all the different styles, subjects and themes within the tradition, they do have certain features in common, quite apart from the exquisite intricacy of the brushwork. I’m struck by the sense of intimacy, and quiet — even in the most brutal war scenes or mythological paintings. This is partly to do with the way the figures are staged in relation to one another (and very often in profile) and also the use of borders, windows and arches that create an impression of entering into another world, as if through a portal.
（日本語訳）
わたしは歴史的なインド・ミニアチュールの鑑賞に多くの時間を費やしてきました。伝統に従った様式、題材、主題すべては、筆致の精妙とは別に、ある特徴を共通に持っています。
わたしは親密さと静寂に夢中になりました。―実に残忍な戦争の場面や神話を描いた絵画にさえもです。理由のひとつには、モチーフたちを互いに関連させて（そしてたいてい横顔で）配置するやり方、またまるでポータルを通過するように、別の世界へ入りこむような印象を生み出す、境界線、窓、アーチの使用法です。
　このように、枠線は空間と空間の境界として、絵画面の中で3次元的に機能している。

#### 第2節　分析Ⅱ―モチーフ編―

##### (a) 全体的な特徴
「非現実的な大小関係」（作品例：My World or Yours?）
ゾウやキリンなどの大型の動物が盆の上に載せられたり、山がテーブルの上に聳えたり、ウサギの上に人が騎乗したりするモチーフは、現実に存在する物体の大小関係が解体され、見慣れない関係の中に再構成されているために、まるで異世界の光景を目にしているかのような感覚を得る。
「重力からの自由」（作品例：From Here To There）
空中を魚やダイバーが浮遊していたり、雲の上に人が立っていたり、不安定な椅子や梯子の上に大きなモチーフを抱えた人物や動物たちが立っていたりする。
　縦横無尽に空中・水中を移動する鳥や魚、雲の上に立つ人物などは，一見脈絡なく配置されているように見える。しかし，モチーフの配列にはある程度の規則性が存在する。例えば、「太陽」などの特定のモチーフは画面の中央より上に描かれがちである。他にも、モチーフが上下反転して描かれることもなく、明らかに絵画面の中に上下方向は存在している。
　ゴーリツキの芸術家としての学歴は絵画ではなく彫刻が中心であった ことも、彼の作品が絵画という平面の作品でありながら、体積をもった3次元空間に深く関係している。実際に、〈Variable Dimensions〉に出展された作品群に見られるように、造形作品として制作されたBiomorphicな形をした物体が、平面であるミニアチュール作品の中へ登場することは度々あり 、このことは、彼の描く個々のモチーフが、厚みや重量を持った、3次元の物体として芸術家の頭の中にイメージされていることの証左である。

##### (b) 動物たち
ゴーリツキの作品に特徴的なのは、ゾウ、キリン、トラ、サル・ウサギ、アザラシなどの哺乳動物に加え、インコやハトなどの鳥類、恐竜・魚・ヘビなどの鱗を持つ動物たちなどの、見てそれとわかる多様な生き物の姿が数多く登場する点である。しかも、多くの場合、それらの動物の表面には、他の動物に特有の模様や非現実的な彩色が施されている。　

##### (c) Biomorphic forms
ゴーリツキの作品の中で、人に抱えられたり、掴まれたり、空中から突き出ていたり、転がっていたりする有機的な形態は、ゴーリツキがBiomorphic formsと呼ぶ形態である。Biomorphic formsは特にゴーリツキのオリジナルの用語であるというわけではなく、一般的に、有機的で、生命を感じさせる、また生物を連想させるような形体を指す言葉である。
　一般に、芸術家や美術に携わる人々によるBiomorphic formsの解釈は、少なくとも2つの解釈がある。ひとつには、リー・クラスナー[Lee Krasner]や、ウィレム・デ・クーニング[Willem de Kooning]などの芸術家による絵画に表現されるような「真に有機的で自由な形」という解釈である。制作する際には、制作者自身の体の運動や筆のリズムの率直でのびやかな表現とするために、作為を取り除くように注意が払われる[Howell and Audrey. 2014] 。
　もう一方は、ベラ・コタイ[Bela Kotai]による彫刻や、ヨシュ・レイス[Jos Leys]によるコンピュータ・グラフィックスに表現されるような、「洗練された、生物の合理的な形体」であり、ある意味で自由のない形を指すという解釈である。コタイの彫刻は、どこか昆虫の節や、爬虫類の甲殻を思わせる[Dorothy and Erickson 2003] 。レイスの作成する画像や映像は、コンピュータ・ソフトの計算によって描き出されるフラクタルで構成される世界である [Leys 2006]。幾何学的な繰り返しの構造が、海岸線や雲の形のような無生物的なもののみならず、まるで動物の血管、植物の葉のような、自然界のあらゆる場所に存在する隠された形を明らかにすることで、目にした者はそこへ生命の痕跡を見出すのであろう。
ゴーリツキがブスマンに語った言葉によると、ゴーリツキが何を描くべきか迷った際には、モチーフが置かれるべき空間は、Biomorphic formとして残されることがあるそうだ 。
（引用２）
Biomorphic forms are the default of Alexander when he is painting, he said to me and when he does not know what to produce, it can end up subconsciously in this kind of form. There are somehow absurd, even grotesque. You can use various ideas on what this picture will tell you, none is applicable for everyone.
（日本語訳）
Biomorphic formsは、ゴーリツキの描画においては初期形態なのです。彼が私に語るには、何を描けばよいか分からないとき、無意識的にこの種の形に落ち着くとのことです。どこかしらばかばかしく、グロテスクでさえもあります。絵画が訴えかけてくるものについては、さまざまな想像を働かせることができます。万人に当てはまる解釈などありませんよ。

　ゴーリツキの作品に表現されるBiomorphic formsは、完全に作為を排した身体の運動による描画でも、生物の洗練された形態の再現でもない。彼の作品をこれらの前述の解釈に当てはめることを困難にしているのは、彼の作品制作の最大の特徴である、芸術家の発想が、職人の手を介して完成させられている点にある。　

##### (d) 借用されたモチーフ
アーティチョークの頭部を持つ人物はいくつかの作品の中に繰り返し登場する。このアーティチョークは、16世紀後半から17世紀にかけてニュルンベルクで活躍した植物学者である、バシリウス・ベスラー[Basilius Besler]によって出版された植物図鑑≪Hortus Eystettensis≫の挿絵を元に描かれている。
　他の作品にも他の作品の画像を直接的に引用しているものがある。≪Renaissance Monkey≫に登場するサルは、日本名でカオムラサキラングール と呼ばれる霊長類であり、ピーテル・コルネリウス・デ・ビベール[Pieter Cornelius de Bevere](1722-81)によって描かれた自然史絵画を源泉としている。俳優や写真家の画像を下敷きに制作した他の作品のように、気に入った自然史絵画の画像を適度な尺度に変形させ、トレースして制作されたのだろう。　

#### 第3節　ゴーリツキ作品の分析のまとめ―シールブックとしての絵画―
ゴーリツキのモチーフの配置方法は、コラージュやフォトモンタージュから出発している印象を与える。西洋美術史上、無数の作例がある宗教画の中には、空中にたくさんの人々やモチーフが重力を無視して配置されているものは存在する。しかしゴーリツキの作品は、宗教性や神秘性というより、背景の描かれた台紙に、あちこちから寄せ集めたモチーフを配置したシールブックのページのような、場違いさや不可思議さのユーモアがある。この点で、ゴーリツキの用いる具象的なイメージは、製品の包装紙や広告のために撮影された写真・描かれたイラストなどではなく、純粋に目を楽しませるために製作されたシールに近く、「シールブック的である」と評価するのが、「コラージュ的」と表現するよりも適切である。

#### 第4節　着想源・他の芸術家からの影響
ゴーリツキはインタビュー の中で、動物たちの着彩や19世紀のイギリス人文筆家・画家であるエドワード・リア[Edward Lear]の自然史絵画から色彩の着想を得たこともあると発言している 。ロンドンにほど近い町で誕生したリアは、水彩画・油彩画など、生涯に何千作品という絵画を制作しており、大英博物館やメトロポリタン美術館にも、彼の作品がいくつか所蔵されている。ゴーリツキはリアの作品を直接に目にする機会に恵まれていた。
『ナンセンスの絵本』などのリメリックや、ユーモラスな挿絵、綿密な筆致の風景画など多彩な作品で知られるリアであるが、彼はまた精巧な自然史絵画家でもある。〈Illustrations of the family Psittacidae or parrots〉に収められた自然史絵画の中で、和名でゴシキセイガイインコ と呼ばれる鳥の絵画の配色に注目したい。この鳥は、嘴が赤橙色、頭部が青色、胸から腹にかけて橙色、翼を含めた背中が黄緑色、腿から足首までが黄色という特徴的な配色をしている。これに似た配色で、しかも羽毛で表現された動物に、≪Deep Sea Situation≫や≪From Here To There≫に登場するロバ、≪We are Union≫のラクダなどがある。
　ゴーリツキ本人の発言に登場しない芸術家について、ゴーリツキの制作への影響関係を指摘することは困難であるが、視覚的な類似性から、特にルネ・マグリットの制作スタイルに影響を受けた可能性を指摘しておく。ゴーリツキ作品の視覚的な特徴に関連すると考えられる点を以下に考察する。
　マグリットの作品には切り絵、ビルボケ、馬用の鈴など、繰り返し同じモチーフを用いたものがある。ゴーリツキもまた、水タバコ、動物たち、魚の上に乗る人物たちなどのモチーフを繰り返し用いている。ゴーリツキの描くアーティチョークの頭部をもつ人物は、≪観念≫などのマグリットの作品にしばしば登場する、頭がリンゴに置換されたスーツ姿の人物に通ずる。また、≪Temple≫や≪Happening at the Hamam≫といった作品に見られるような、目鼻のみを残した人物の描写は、マグリットの作品≪シェヘラザード≫や≪王様の美術館≫と似通っている。マグリットの作品≪哲学者のランプ≫には、蛇のようにくねくねとテーブルの上に這い上る長いロウソクが描かれている。ゴーリツキでは「ヘビ」、マグリットでは「ロウソク」のように、各芸術家が繰り返し用いているモチーフを有機的に変形させて描く手法を用いている。

#### 第5節　着想源の探しにくさ
ゴーリツキの作品の中には、ジョバンニ・ベリーニによる油彩画≪Doge Leonardo Loredan≫を源泉とする≪The Silent Type≫やロベルト・カンピンによる油彩画≪Reina María Luisa con mantilla≫を下敷きにした≪Queen Maria Luisa with Snakes≫のように、モチーフの出典や、ベースとなる絵画が瞬時に特定可能であるものも多い一方、修道士や祈りを捧げる女性像のように、西洋絵画が由来と思われるモチーフについても、明確な出典があるか否かは判別できないものが数多く描かれている。
　また、インド風の服装や容貌をした人物たちについては、明確な出典を特定することが困難である。それでも、インド絵画に着想源をもつと推測できるほど特徴的なモチーフの幾つかについては、以下に取り上げて検討することができる。
　ゴーリツキ作品に度々登場する、魚に乗る人物のモチーフについては、インドで崇拝されている女神ガンガー[Ganga:  गङ्गा]の姿に影響を受けている可能性がある。しばしばこの女神は、彼女の乗り物であるワニの上に座る姿で描かれる場合があるが、ワニが魚の姿で描かれる作品も少なくない。また、≪WE'RE DONE≫中央や、≪Get It On≫の左下に描かれた、耳の大きな鬼のような姿をした像は、ヒンドゥー教神話に関する英文の解説では「デーモン」と括られて表現される怪物のひとつが由来であると考えられる。例えば、〈バーガヴァタ・プラーナ〉[Bhagavata Purana：भागवतपुराण]に収められた≪家来に会うカンサ≫の中央のデーモンの容姿が類似している。タイトルや寸法などの情報は不詳であるものの、〈Variable Dimentions〉出展作品（タイトル不明）に描かれているサルの姿をした人物像は、ラーマ王子の忠実な僕であった、ハヌマーン[Hanuman：हनुमान्]に着想を得たものであろう。
　インド・ミニアチュール絵画由来のモチーフの特定を困難にする理由のひとつとして、高度に様式化された描画技法によるところが大きい。ムガル帝国第4代皇帝ジャハンギールの治世において、絵画面内部の人物の容貌の描き分けや、個々の画家に個性的な「画風」が発達した[Milo Cleveland Beach. 1992] 。しかし依然として継続的に描かれた写本絵画において、画面内に複数の人物を並べて配置する構成や、人物の動きや表情の乏しさといった特徴は継承され、また色とりどりに着彩された服装がカモフラージュとなって、特定の人物像がどの絵画を由来とするのかを特定するのが困難である。

### Ⅱ.　作品の解釈

#### 第1節　ゴーリツキ作品の「読み方」
ゴーリツキ作品における最大の特徴は、彼の作品に通奏低音のように流れるユーモアである。例えば≪Time Management≫における、画面中央左の、非常に小さなゾウを剣で突き刺すサルにさえ、邪悪さや緊迫感は感じられず、果物を突き刺したフォークを掲げるような気軽さがある。また≪Robert Mapplethorpe and Giraffe≫の下敷きとなっている写真では、メイプルソープは鋭利なナイフを握っている。しかし、ゴーリツキの作品の中では、彼のナイフは柔らかでBiomorphic（生命的）な何かに置き換えられている。眉をひそめた表情も、目と唇以外はマスキングされ、「目出し帽」を被った状態になっている。しかも、ブスマンが指摘するように、道化師のような円錐を鼻に装着する ことで、滑稽さが強調されている。これは≪Acting Up≫にも登場する像の装着しているコーンと、色も形も類似している。
　また、平面的な作品に限らず、被服や壁紙、家具など、ゴーリツキの手掛ける作品の種類は多様である。展覧会〈Variable Dimensions〉における作品群のように、椅子やテーブルにゴーリツキらしいテクスチャを貼ることによって、芸術家は椅子や机などのような日常的な立体さえ「芸術作品になる」ということを示しているのではない。テクスチャを貼ることによって、日常の道具である「椅子」・「机」としてしか見られなかった物体の形や輪郭、更には質量などの要素が強調され、3次元の物体として変身を遂げることを示していると解釈すべきである。
　また、2020年に開催されたインスタレーション〈Other Worldly Interior〉においては、椅子や机、食器類、壁紙など、「面」の存在する場所に、あらゆるものを対象として、ゴーリツキ流のテクスチャが貼りつけられた。普段はノートブックの用紙ほどの大きさの絵画面に表現している「異世界」が、まさに現実に体験できる空間へ翻訳されている。
　このように、ゴーリツキの描く作品は、それが平面上に表現されたものであっても、重さや厚みを持った、3次元の物体としてイメージされている。例えば、〈Variable Dimensions〉の展示室内部は壁紙もまたゴーリツキのデザインによるプリントであったが、これと全く同じデザインをもつ生地で、洋服を仕立てた作品≪Dark Rivers Suit≫も制作されている。壁、机、椅子、電気スタンド、洋服など、日常の物を作品にしたものには、大きく現実の形からかけ離れたものは少ない。ゴーリツキにとっては、純粋に彫刻作品として制作された立体的な造形物と同様、日常的な物もまた、「物体」として、表面を組み替えることができるのである。本来的に動物や人間も含めた「物体」がもつ表面というものは、中には季節ごとに毛を生え変わらせる動物も存在するものの、キリンの網目模様がトラの縞模様へ生え変わるなど、劇的に変化することはない。しかしゴーリツキは、動物には別の動物の毛皮や羽毛を張り付けることで、人間にはBiomorphicな形を用いたり、被服に別のテクスチャを張り付けることで、それらを組み替えてしまう。
　以下にこれまでの論点をまとめる。
〇ゴーリツキの作品の根底を流れるのは、彼一流のユーモアの表現である。
〇ゴーリツキ作品に登場するモチーフのテクスチャは可変的であり、面の存在するあらゆる場所へ組み換え可能である。
〇Biomorphic formには、自由な解釈の余地が残されている。

### Ⅲ. 結び
ゴーリツキ作品は、既存の絵画や写真の、また彼の想像力が生み出した動物や人物たちの、そして不定形で生命を感じさせる形の、複製されたモチーフを用いた、シールブック的な絵画面である、との結論にたどり着いた。一方で絵画面は専門の職人による手仕事で仕上げられた、唯一無二のものとなっている。
　ゴーリツキ作品の表現の根底を流れるのは、彼一流のユーモアの表現であり、また登場するモチーフのテクスチャは可変的であり、特にBiomorphic formには、自由な解釈の余地が残されている、という点は、彼の作品を解釈する際に、鍵となる着眼点である。
　本稿には、調査するも信頼に足るデータを手に入れることのできなかった疑問や、原稿の不足により論じ切ることのできなかった疑問が残されている。謎めいた絵画面内のモチーフの分析を試みたものの、出典を指摘したり、モチーフの形の特徴をまとめたりなどの、「目で見てわかる」範囲の考察に留まった。
但しゴーリツキ自身がブスマンに語ったこと、すなわち「見る者が物語を読み解く」という作品への対峙の仕方に照らすと、あまりにも分析的にモチーフを読み解こうとすることは、作品へ込められたゴーリツキの意図を見誤り、過剰解釈に陥ることになりかねない。ゴーリツキの意図を土台に、鑑賞者に開かれた自由な解釈の余地の中で、最大限に想像力を働かせ、絵画であれ、彫刻であれ、ゴーリツキの芸術の世界を立体的に・3次元的に味わうことが、鑑賞者に期待されている態度なのではないだろうか。
　冒頭に述べたように、ゴーリツキの作品を扱った研究文献は見あたらず、取り上げた作品は主にヨーロッパのギャラリーのウェブサイトからのものとなった。売却されるなどして、作品を所有していたギャラリーのウェブサイトから絵画の画像を辿れなくなることが既に発生している。また、オンラインの記事は、当然のことながら今後も継続してアクセス可能である保証はないため、いずれは本稿の引用元を辿れなくなる可能性が高い。
　今日は個人のコレクターによるギャラリーのホームページや、オンラインのインタビュー記事が充実している。日々、新たに発表されていく作品や、更新されていく記事を根拠に、ゴーリツキが作品を通して描く世界へ、より深く分析を試みていくことは可能である。既に発表された作品に関しても、改めて個別的な解釈を加えていくことは、ゴーリツキの作品理解のために大変意義深いことである。

## 画像参照元一覧
●Martin Kudlek Gallery
≪WAY BACK WHEN≫、≪My World or Yours?≫、≪In Praise of Idleness≫、≪The Audition≫、≪TRUE LOVE≫、≪Happening at the Hamam≫、≪WE‘RE DONE≫
URL：Martin Kudlek. Alexander Gorlizki. 2021年12月19日確認
●BERGGRUEN GALLERY
≪Mischief Makers≫、≪Deep Sea Situation≫、≪Temple≫、≪Acting Up≫、≪Take your Time≫
URL：BERGGRUEN. EXIBITIONS. ARTWORKS. 2021年12月19日確認
●Markus Bußmann
≪Robert Mapplethorpe and Giraffe≫
〈https://www.markus-bussmann.com/2015/01/robert-mapplethorpe-and-giraffe-2014.html〉
≪Call and Response≫
〈https://www.markus-bussmann.com/2015/10/alexander-gorlizki-call-and-response-2015.html〉
≪We are Union≫
〈https://www.markus-bussmann.com/2018/07/alexander-gorlizki-we-are-union-2012.html〉
≪Queen Maria Luisa with Snakes≫
〈https://www.markus-bussmann.com/2015/01/alexander-gorlizki-queen-maria-luisa-with-snakes-2013.html〉
≪The Silent Type≫
〈https://www.markus-bussmann.com/2020/08/alexander-gorlizki-the-silent-type-2014.html〉
URL：[WHOISBUZZMAN.COM]. COLLECTION. Alexander Gorlizki. 2021年12月19日確認
●Galerie Eric Mouchet
≪From Here To There≫、≪Any More For Any More?≫、≪From Here To There≫、≪Get It On≫、≪Time Management≫
URL：[GALERIE ERIC MOUCHET]. WE ARE ONE. ALEXANDER GORLIZKI. 2021年12月19日確認
〈https://www.ericmouchet.com/gem/we-are-one/?lang=en〉
●Variable Dimensions出展作品（タイトル不明）
URL：Alexander Gorlizki. Variable Dimensions. 2021年12月19日確認
〈https://gorlizki.smugmug.com/Variable-Dimensions/〉
●Joel Cooner Gallery
≪Renaissance Monkey≫
URL：[Joel Cooner Gallery]. Contemporary Art. 2021年12月19日確認
〈http://www.joelcooner.com/Contemporary_Art/Contemporary_Art.html〉
●Gallery Ark
左・中央：〈Chair〉・右：〈The Pattern Farmer’s dining Table〉
URL：[ARK]. Alexander Gorlizki. 2021年12月19日確認
〈https://theark.in/portfolio-item/alexander-gorlizki/〉
●Gallery Joe
≪Morning Ablutions≫
URL：[Gallery Joe]. Artist. Alexander Gorlizki. 2021年12月21日確認
〈http://www.galleryjoe.com/other-artists/gorlizkia〉
●東京富士美術館
≪観念≫[The Idea: L’ idee]
URL：[東京富士美術館]、収蔵品、作品詳細、2021年12月21日確認
〈https://www.fujibi.or.jp/our-collection/profile-of-works.html?work_id=3577〉
●図録『マグリット展』
≪シェヘラザード≫[Scheherazade：shéhérazade]、≪哲学者のランプ≫
書籍情報は文献一覧へ記載
≪シェヘラザード≫：p.166
≪哲学者のランプ≫：p.125
●[WikiArt]
≪王様の美術館≫
URL：[WikiArt]. The king's museum. 2021年12月21日確認
〈https://www.wikiart.org/en/rene-magritte/the-king-s-museum-1966〉
●Philadelphia Museum of Art
≪The Goddess Ganga≫
URL：[Philadelphia Museum of Art]. Collection. The Goddess Ganga. 2021年12月21日確認
〈https://www.philamuseum.org/collection/object/83402〉
●ロサンゼルス・カウンティ美術館
〈Kamsa Receiving His Minister〉
URL：[LACMA]. 2021年12月21日確認
〈https://collections.lacma.org/node/240681〉
●PAHARI PAINTINGS FROM THE EVA AND KONRAD SEITZ COLLECTION
≪A gigantic Hanuman carrying Rama and Lakshmana across the Ocean≫
URL：[INTERNET ARCHIVE]. PAHARI PAINTINGS FROM THE EVA AND KONRAD SEITZ COLLECTION. 2021年12月21日確認
〈https://archive.org/details/PAHARIPAINTINGSFROMTHEEVAANDKONRADSEITZCOLLECTION〉ｐ.64
●[CRISTIE’S]
≪Hortus Eystettensis≫
URL：[CRISTIE’S]. Valuable Books and Manuscripts. 2021年12月21日確認
〈https://www.christies.com/lot/lot-besler-basilius-1561-1629-hortus-eystettensis-nuremberg-1613-6012489/?〉
●Mary Evans Picture Library
〈Semnopithcus vetulus：Purple-Faced Leaf Monkey〉

URL： British Council Sri Lanka.[Flickr]. 2021年12月21日確認

●American Museum of Natural History Library
〈Trichoglossus rubritorquis： Scarlet-collared Parakeet〉

URL：American Museum of Natural History Library/RESEARCH LIBRARY Digital Special Collections. 2021年12月21日確認

## 参考・引用文献
- Milo Cleveland Beach. (1992): Milo Cleveland Beach. (1992). Mughal and Rajput Painting. The New Cambridge History of India. Cambridge University Press. UK.
- J.P.Losty & Malini Roy. （2012）. Mughal India Art, Culture and Empire. The British library. London.UK 〈参考〉
- Howell, Audrey. (2014): Howell, Audrey. (2014). The Biomorphic Grotesque in Modernist and Contemporary Painting. Scripps Senior Theses. Paper 327.
- Dorothy, Erickson. (2003): Dorothy, Erickson. (2003). Biomorphic ceramic form. Craft arts international. 58. pp. 22-27
- Leys, Jos. (2002): Jos Leys. (2002). Biomorphic art: an artist’s statement. Computers & Graphics. 26 (2002) 977–979
- 『ヴィクトリア＆アルバート美術館展・インド宮廷文化の華』（展覧会図録）、池上忠治（総合監修）、肥塚隆（編集・翻訳）、古代オリエント博物館（東京展）・神戸阪急ミュージアム（神戸展）・岡山市立オリエント美術館（岡山展）・京都府京都文化博物館（京都展）、1993年、 NHK きんきメディアプラン．〈参考〉
- 桝屋友子.『イスラームの写本絵画』、名古屋大学出版会、2014年．〈参考〉